# Solanum muenscheri
Solanum muenscheri är en potatisväxtart som beskrevs av Paul Carpenter Standley och Julian Alfred Steyermark. Solanum muenscheri ingår i släktet skattor som ingår i familjen potatisväxter. Inga underarter finns listade i Catalogue of Life.